# Плазмова антена
Плазмова антена — активно розробляється, як тип радіоантен, в яких замість металевих провідників для прийому і передачі радіохвиль використовується іонізований газ — плазма. Незважаючи на те, що плазмові антени тільки з'являються, сама ідея використовувати плазму в антенах була запатентована в 1919 році і належить Дж. Хеттінгер (J. Hettinger).

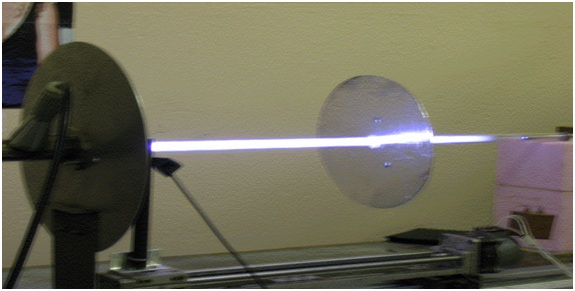
Фотографія плазмової антени

Найперші зразки подібних антен створювали плазму в газорозрядних приладах (найчастіше лампах) і називалися антенами з іонізованим газом. Твердотільні плазмові антени (також відомі як кремнієві плазмові антени — PSiAN) будуються на кремнієвих мікросхемах і мають функцію управління спрямованістю антени. Плазмові кремнієві антени швидше за все будуть використовуватися в технології WiGig (передбачуваної заміни), а також, наприклад, для зменшення вартості радіолокаційної системи попередження зіткнень. Крім твердотільних антен на даний момент відомо три напрямки створення антен на основі плазми: формування провідного каналу, створеного в атмосфері, під впливом іонізуючих випромінювань; вибухові методи формування плазмових струменів у відкритому просторі; використання отриманої в діелектричних трубках плазми. Такі антени можуть успішно застосовуватися в збройних силах для зниження радіолокаційної помітності об'єктів військової техніки (літальних апаратів, кораблів, РЛС і т. Д.). З точки зору використання плазмових антен для маскування в радіолокаційному діапазоні, швидкого включення і майже безінерційного зміни параметрів антени найбільш перспективним виглядає використання плазми, одержуваної в діелектричних газорозрядних трубках. Якщо використовувати одну таку трубку з провідним екраном, то виходить — несиметричний диполь (вібратор), при використанні системи з декількох трубок виходить ФАР або антенний відбивач, що маскує екран.

## Класифікація
За способом формування і збудження плазми:
- антени в газорозрядних трубках;
- вибухові плазмові антени (ВПА);
- атмосферні плазмові канали;
- плазмові кремнієві (твердотільні) антени (ПКА);
- з плазмовим рефлектором на основі ковзного по поверхні діелектрика розряду;

За типом антенних пристроїв:
- плазмові несиметричні вібраторні антени (диполі — ПНД);
- плазмові «розумні» антени (плазмові антенні решітки — ПАР);
- плазмові «віконні» антени (направляючі антени);
- плазмові хвилеводно-щілинні антени (ПВЩА);
- антени з плазмовими рефлекторами (відбивачами).

## Принцип дії
У плазмової антени відбувається іонізація газу для утворення плазми, яка на відміну від звичайного газу володіє досить високою електропровідністю (зокрема, при температурах вище 15 ·10 6 K провідність плазми перевищує провідність срібла), що істотно підвищує якість передачі радіосигналів. Плазмова антена може використовуватися як для передачі радіохвиль, так і для їх прийому. Крім того, плазмова антена може використовуватися як рефлектор або лінза для відображення або фокусування радіохвиль від іншого джерела.
Твердотільні антени відрізняються тим, що плазма створюється за рахунок множинного випускання електронів, що породжуються активацією тисяч діодів в кремнієвої мікросхемі.

## Історія
У США та Австралії ще в 1999—2002 роках були проведені ряд експериментальних досліджень по плазмових антен, результати яких представлені в роботах Г. Борга, Т. Андерсона і І. Алексеефа і ін.;.
За повідомленням ІТАР — ТАРС від 23 листопада 2003 року США активно ведуть розробку нової плазмової технології антен РЛС. Компанія Markland Technologies проводить ряд нових наукових досліджень зі створення ПА та інших елементів СВЧ-техніки, що фінансуються урядом США, із залученням провідних фахівців в галузі фізики плазми. У число найбільш значущих робіт компанія включила розробки плазмових коаксіальних кабелів і хвилеводів, розробку плазмових фазованих решіток, виготовлення потужних плазмових антен. Аналогічні розробки плазмових антен представлені ASI Technology Corporation. Але основним розробником плазмових антен є компанія Haleakala Research and Development Inc, заснована Т. Андерсоном, який опублікував свої спільні роботи з Алексєєфим в 2011 році і книзі «Plasma Antennas». У книзі представлені дослідні зразки плазмової антени, яка працює з приймачем, плазмових фазованих антенних решіток (ФАР) і відбивачів. Теодор Андерсон володар кількох патентів в США на плазмові антени та пристрої на їх основі. В даний час Haleakala Research and Development Inc веде спільні розробки з Університетом Теннесі за підтримки грантів за контрактами з армією і ВПС США.
Ряд теоретичних і експериментальних робіт з плазмових антен проводяться в Україні, в Індії, Ірані і Китаї. Більшість з них пов'язані з повторенням і доповненням робіт Борга, Андерсона і Алксеєфа з плазмових антен на основі газорозрядних трубок. На Україні більша увага приділяється вибуховим плазмовим антен, які створюються у відкритому просторі.
В СРСР в кінці 80-х років було проведено дослідження по запаленню ВЧ-розряду навколо короткого вібратора, який міститься в кварцовому балоні з розрідженим повітрям, було показано, що це супроводжується збільшенням ефективності випромінювання антени і розширенням її частотного діапазону в бік більш низьких частот. Були проведені окремі дослідження з плазмовими антенами на основі плазмового сліду, що залишає тіло, яке рухається в атмосфері з надзвуковою швидкістю.
З 2002 року в Інституті загальної фізики ім. А. М. Прохорова Російської академії наук (ІТФ РАН) за грантом РФФД 03-02-16993-a (2003—2005 рр.). А з 2005 року базовою кафедрою № 343 МГТУ МІРЕА спільно з Відділом фізики плазми, Відділом коливань і Теоретичним відділом ІТФ РАН проводяться дослідні роботи з теоретичних основ роботи плазмових антен, плазмових антен з газорозрядних трубок, хвиле-щілинних антен з плазмовим управлінням діаграмової спрямованості, плазмових екранів на основі ковзного по поверхні діелектричного розряду.

## Переваги
Плазмові антени мають істотні переваги над звичайними антенами, наприклад:
- як тільки плазмовий генератор вимикається, плазма моментально повертається в стан звичайного непровідного радіохвилі газу, стаючи непомітною для радара[1][13][5];
- в плазмових антенах можна динамічно змінювати частоту, напрям, пропускну здатність і підсилення, що дозволяє замінювати кілька антен[13][15][14][8];
- плазмові антени стійкі до засобів радіоелектронної боротьби;
- на супутникових частотах плазмові антени вносять менше теплового шуму і здатні передавати дані на більшій швидкості[16].